# Laure Waridel
Laure Waridel (née le 10 janvier 1973 à Chesalles-sur-Oron, en Suisse) est cofondatrice et ancienne présidente et porte-parole d’Équiterre, une organisation écologiste québécoise.
Écosociologue et professeure associée à l’Université du Québec à Montréal, spécialisée en développement international et en environnement, elle est considérée comme l’une des pionnières du commerce équitable et de la consommation responsable au Québec.
Laure Waridel est une militante sociale, une chroniqueuse et écrivaine, une environnementaliste et une commentatrice radio et télé.

## Parcours
Laure Waridel est née en 1973 en Suisse à Chesalles-sur-Oron, juste au nord du lac Léman dans le Canton de Vaud. Elle a trois sœurs et un frère. Alors qu’elle était âgée de deux ans, sa famille immigre au Québec, afin d’exploiter une ferme laitière à Mont-Saint-Grégoire, en Montérégie. Dès son plus jeune âge, Laure découvre les nombreux défis auxquels le monde de l’agriculture fait face, occupant même un premier emploi à l’adolescence dans une ferme biologique locale, la ferme Cadet Roussel. Elle devient rapidement consciente de la précarité et de la vulnérabilité qui entourent le domaine agricole.

## Éducation
De 1990 à 1992, Laure Waridel a étudié en sciences sociales au Cégep Lionel-Groulx à Sainte-Thérèse. Elle entreprend ensuite des études universitaires à l’Université McGill en sociologie et en étude du développement international. Après sa graduation, elle complète un certificat en communications de l’Université du Québec à Montréal et une maîtrise en environnement à l’Université Victoria, en Colombie-Britannique. Plus tard, elle complète un doctorat en anthropologie et sociologie du développement à l'Institut de hautes études internationales et du développement, à Genève. Boursière de la Fondation Trudeau, son projet de recherche s’intitule « Du développement durable à la construction d’une économie écologique et socialement équitable, le début d’une transition ». Elle parle français, anglais et espagnol.

## Activisme social
En 1993, à la suite du Sommet de la Terre de Rio de Janeiro en 1992, avec Steven Guilbeault, et d’autres jeunes, elle cofonde Équiterre, un organisme à but non lucratif qui a comme mission de contribuer à bâtir un mouvement de société en incitant la population à faire des choix responsables par l’action, l’éducation et la recherche. Équiterre promeut le commerce équitable, l’agriculture écologique, l’efficacité énergétique, le transport durable, la conservation de l’énergie et les choix socialement équitables. Bien que Laure ne travaille plus chez Équiterre depuis 2006, elle en est membre honoraire depuis 2013.
En 1997, à l'âge de 24 ans, Laure Waridel publie son premier livre intitulé Une cause café : pour le commerce équitable. Ce livre lui permettra contribuera à lancer le commerce équitable au Québec. S’ensuivirent L’envers de l’assiette et Acheter, c’est voter.
Elle a écrit dans plusieurs magazines dont l'hebdomadaire Voir, le Magazine UdeS et le Sélection du Reader’s digest. Elle a de plus animé la chronique « Acheter, c'est voter » à l’émission Indicatif présent, de la Première Chaîne de Radio-Canada et a participé aux émissions Tout le monde en parle (Québec) et À la di Stasio.
Elle a enseigné pendant quelque temps à la Faculté de gestion de l’Université McGill et est devenue porte-parole de nombreux événements à caractère environnemental et social. Laure Waridel a été « porteuse d’eau » pour Eau Secours !, la coalition québécoise pour une gestion respectueuse de l’eau, aux côtés d’Albert Jacquard, Ricardo Petrella et Hubert Reeves.
Elle est également cosignataire du Manifeste pour un Québec solidaire publié en 2005 et fait partie des initiateurs du manifeste pour un "Élan Global" publié en avril 2015, en compagnie de Camil Bouchard, Dominic Champagne, Jérôme Dupras pour Les Cowboys Fringants, Karel Mayrand, Gabriel Nadeau-Dubois, Éric Pineault et Annie Roy.
Elle a également été porte-parole de la Caisse d'économie solidaire Desjardins, la principale institution financière spécialisée en économie sociale au Québec. Elle a représenté le Placement à rendement social, un dépôt à terme qui permet à la Caisse solidaire de financer exclusivement des projets et des entreprises qui ont une valeur sociale, culturelle et environnementale.
Elle a été directrice exécutive du Centre interdisciplinaire de recherche en opérationnalisation du développement durable (CIRODD) dont la mission est de « réaliser, coordonner, intégrer et transférer les recherches en opérationnalisation du développement durable afin de faciliter l’émergence d’une économie verte. »
Laure est professeure associée à l'Institut des sciences de l'environnement de l'UQAM.
Depuis 2018, elle est également conseillère spéciale en justice environnementale et sociale au cabinet d'avocats Trudel Johnston & Lespérance, spécialisé en actions collectives et en droit d'intérêt public.
Elle est corédactrice avec Dominic Champagne du Pacte pour la transition qui, en 2018, invitait les québécois à s'engager solennellement à réduire leur empreinte écologique et que plus de 285 000 personnes ont signé.
Elle est cofondatrice de Mères au front qui demande au gouvernement fédéral une loi sur le climat pour obliger le Canada à respecter ses engagements en matière de réchauffement planétaire.
En 2019, elle a publié La transition c'est maintenant dans lequel elle met en lumière de nouveaux paradigmes qui transforment le monde en misant sur la création de liens entre les humains et avec la nature, cette nature que nous habitons et qui nous habite tout autant.
Depuis 2020, elle écrit une chronique hebdomadaire sur l'environnement dans Le Journal de Montréal et Le Journal de Québec.

## Prix et distinctions
Qualifiée de nouvelle leader par les quotidiens La Presse et The Gazette, Laure Waridel a été présentée par le magazine Maclean's comme l'un des « 25 jeunes Canadiens qui changent déjà notre monde ». Pour la qualité de son engagement social et écologique, elle a été nommée au Cercle des Phénix de l'environnement en 2005, ainsi que membre honorifique du Golden Key Honour Society à l’Université McGill. Laure Waridel a de plus été décorée Chevalier de l’Ordre de la Pléiade par l’Assemblée parlementaire de la Francophonie en 2006, un ordre destiné à reconnaître les mérites éminents de personnalités qui se sont distinguées en servant les idéaux de la Francophonie. Le Sélection du Reader’s digest lui a attribué le titre de « héros de l’année 2008 », tandis qu'en 2011 elle a reçu un doctorat honoris causa de l'Université du Québec à Rimouski et la même année Earth Day Canada lui a décerné le « Outstanding Commitment to the Environment Award ». En 2013, elle a été nommée fellow au Centre d’études et de recherches internationales de l’Université de Montréal (CÉRIUM) et a reçu l’Ordre du mérite de cette même université. En 2014, Laure Waridel s'est vu décerner l'Ordre du Canada, la plus haute distinction civile remise au Canada. En 2016, elle est devenue chevalière de l'Ordre national du Québec, la plus haute distinction honorifique de l'État québécois.

## Bourse Laure Waridel
En 2008, une bourse de recherche est créée en son honneur par Équiterre en collaboration avec la Caisse d'économie solidaire afin d’encourager des étudiantes et étudiants à suivre la voie tracée par cette pionnière. 

## Distinctions
- 2005 - Membre du Cercle des Phénix.
- 2006 - Chevalier de l’Ordre de la Pléiade.
- Prix Communications et société et Prix du public HEC La Presse pour son livre Acheter c'est voter, le cas du café.
- Nommée membre honorifique du Golden Key Honour Society à l’Université McGill.
- 2011 - Doctorat honoris causa de l'Université du Québec à Rimouski.
- 2011 - Earth Day Canada Outstanding Commitment to the Environment Award.
- 2012 - Membre de l'Ordre du Canada[14].
- 2016 - Chevalière de l'Ordre national du Québec[15].